# Лазарович Петро
Петро Лазаро́вич (роки народження і смерті невідомі) — український майстер художньої кераміки 1-ї третини XX століття. Жив і працював в селі Пістині (нині Косівський район Івано-Франківської області, Україна).

## Творчість
Створював миски, дзбанки, тикви, прикрашаючи їх рослинними орнаментами у поєднанні із зображеннями людей.
Роботи майстра зберігаються у музеях Івано-Франківська, Львова, Кракова.